# Sam & Max: Abe Lincoln Must Die!
Abe Lincoln Must Die! (рус. Смерть Аврааму Линкольну!) — компьютерная игра, четвёртая серия первого сезона Sam & Max выпущенная 8 марта 2007 компанией Telltale Games.

## Сюжет
Главными героями всех серий являются двое персонажей — прямоходящая собака в костюме Сэм (англ. Sam) и кролик Макс (англ. Max).
Сюжет четвёртой серии начинается с того, что детективы, смотря телевизор, видят президента США, по глазам которого явно видно, что он загипнотизирован так же, как и жертвы в предыдущих делах Сэма и Макса. Они решают спасти президента и едут в Белый Дом. В бассейне неподалёку от Белого Дома они видят купающуюся крысу Джимми Два Зуба (англ. Jimmy Two-Teeth), которая сбежала из их офиса. Когда детективы пытаются попасть внутрь их не пускает охранник по имени Штрафной (англ. Superball), мотивируя это тем, что он не может нарушить приказ. После того, как удаётся его отвлечь, Сэм и Макс попадают в овальный кабинет.
Рядом с работающим за столом президентом они встречают Папу Мишку — одного из представителей игрушечной мафии из предыдущей серии, который не подпускает детективов к президенту, чтобы не дать им вывести его из гипноза.
В этот момент к президенту на приём приходит Лейка (англ. Whizzer), ставший губернатором Западной Дакоты, которую он называет очень молодым штатом. Обманным путём Сэм даёт ему шипучку и в ответ на вопрос, где находится туалет, показывает ему на дверь зал войны, в которую, по словам Папы Мишки никто не имеет права заходить в мирное время. Папа Мишка уходит выгонять Лейку, а Сэм с Максом остаются наедине с президентом. Чтобы вывести его из гипноза Макс бьёт его по голове, но голова слетает с плеч и становится ясно, что президент был управляемой куклой.
Вернувшись, Папа Мишка замечает, что кукла президента разрушена и объявляет о начале предвыборной гонки. Макс становится кандидатом в президенты США. Его основной соперник — оживлённая Папой Мишкой статуя Авраама Линкольна. Ухищрениями удаётся понизить рейтинг Линкольна, создав скандал с участием Сибил Пандемик (англ. Sybil Pandemic), которая в этой серии работает в службе знакомств. После проигрыша в выборах статуя Линкольна выходит из себя и убегает в город. Сэм и новый президент США Макс решают, что Линкольн представляет угрозу для общества и его надо уничтожить. Причём Сэм произносит фразу-название самого эпизода, а именно «Смерть Аврааму Линкольну!»
Макс приходит в свой новый рабочий кабинет, где его ждут Три Шипучки, каждый из которых стал губернатором своей Дакоты: Западной, Северной и Южной. Между ними возникает спор, кому должна принадлежать гора Рашмор, находящаяся на границе трёх штатов. В зал войны Макса и Сэма не пускает перебравшийся сюда Штрафной, который никак не хочет покидать свой пост. Тогда Макс назначает его министром и издаёт приказ, что сегодня — профессиональный праздник министров, после чего Штрафной уходит. Но в зал войны в мирное время всё равно зайти нельзя.

Спецагенты поют песню о прелестях войны на фоне ковра с изображением пародии на герб США — вместо стрел и оливковой ветви орлан держит в лапах пачку долларов и канистру бензина

Герои отправляются к Боско (англ. Bosco), который предлагает купить у него сыворотку правды за 100 миллионов долларов. Герои идут к Сибил, которая сообщает, что разочаровалась в службе знакомств и теперь решила зарабатывать с помощью прибора, определяющего возраст методом радиоуглеродного анализа. Она испытывает прибор на статуэтке идола, стоящей у неё на столе, и он показывает, что ему несколько тысяч лет. Макс отдаёт приказ на финансирование её офиса, как памятника культуры. Сибил уезжает на отдых, а детективы забирают её прибор. Они используют прибор на сосисках из магазина Боско, возраст которых тоже позволяет выдать Боско миллион долларов из бюджета. За миллион долларов Боско выдаёт им бутылку водки и говорит, что эта лучшая сыворотка правды на свете. Сэм и Макс возвращаются в Белый дом, и Сэм даёт водку Лейке, который просит пить. После того, как он выпивает бутылку, Лейка ругается с братьями и три Дакоты вступают в войну между собой.
В этот момент появляются агенты службы безопасности во главе со Штрафным, которые поют песню о прелестях войны (широко освещаемая критиками сцена, которую назвали одним из лучших моментов серии). После этого Сэм и Макс попадают в зал войны. Среди объектов, на которые нацелены ракеты, они находят Кремль, Антарктиду, планету Криптон (родная планета Супермена) и магазин Боско. Сэм забирает маячок из магазина Боско и гонится за Линкольном, чтобы закинуть на статую маячок. После этого статую уничтожают ракетой.

## Отзывы
| Сводный рейтинг       | Сводный рейтинг |
| Агрегатор             | Оценка          |
| --------------------- | --------------- |
| GameRankings          | 80,64 %         |
| MobyRank              | 80/100          |
| Иноязычные издания    |                 |
| Издание               | Оценка          |
| 1UP.com               | A               |
| IGN                   | 8,0/10          |
| Русскоязычные издания |                 |
| Издание               | Оценка          |
| Absolute Games        | 74 %            |
| «Игромания»           | 8,5/10          |
| «Страна игр»          | 8,5/10          |

Критики были единодушны во мнении, что четвёртая игра была лучше трёх вышедших до неё.
Шон Моллой, обозреватель сайта 1UP.com, назвал Abe Lincoln Must Die! самой длинной и самой лучшей серией из вышедших и заметил, что диапазон тем для шуток увеличился, а загадки стали чуть сложнее. Он поставил игре оценку B+, что вместе с другими обзорами сайта дало рейтинг A.
Стив Баттс, журналист IGN, написал, что серия наконец-то стала предлагать игрокам тот сумасбродный юмор и те загадки, которых все ждали.
Игорь Артёмов с сайта ag.ru похвалил Telltale за новое качество юмора и в особенности за «военную песенку». Также он отметил, что головоломки стали более занятными, но подверг критике переходящих из серию в серию персонажей и локации. Но в итоге поставил игре оценку 74 %, при том что оценка предыдущей серии составила 57 %.
«Игромания» написала, что сериальный формат игр позволил Telltale оперативно учесть всю критику и исправить четвёртую игру согласно пожеланиям игроков и журналистов:
Приятно видеть, что сериал явно развивается, а Telltale Games держат руку на пульсе аудитории, а не тупо отрабатывают отличные шутки в трёхмерных декорациях.
Малое количество новых локаций, по мнению рецензента Олега Ставицкого, скомпенсировалось их качеством и проработкой и изменениями, внесёнными в традиционную до тех пор сценарную схему.
Средний балл игры на MobyGames составил 80 пунктов из 100, а на Game Rankings — 80,64 %.